# Uggleviksreservoaren

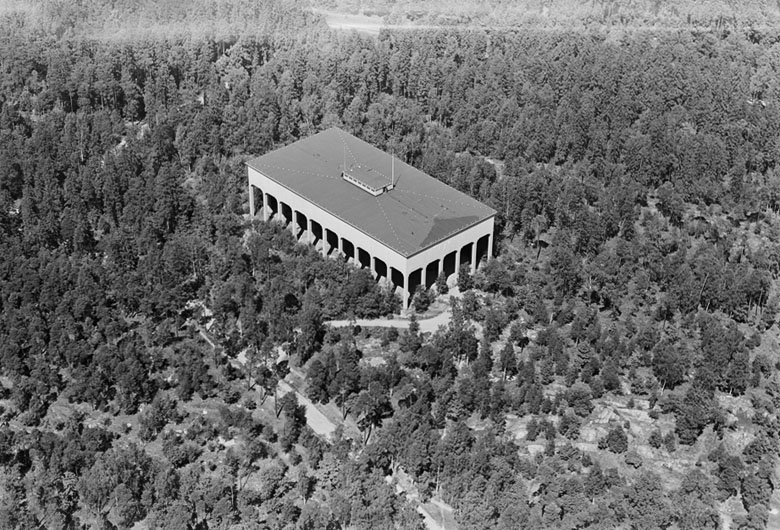
Uggleviksreservoaren 1968.

Uggleviksreservoaren är en vattenreservoar i Lill-Jansskogen nära Uggleviken i Norra Djurgården i nordöstra Stockholm. Byggnaden är grönmarkerad av Stadsmuseet i Stockholm vilket betyder bebyggelse som är särskilt värdefull från historisk, kulturhistorisk, miljömässig eller konstnärlig synvinkel.

## Historik

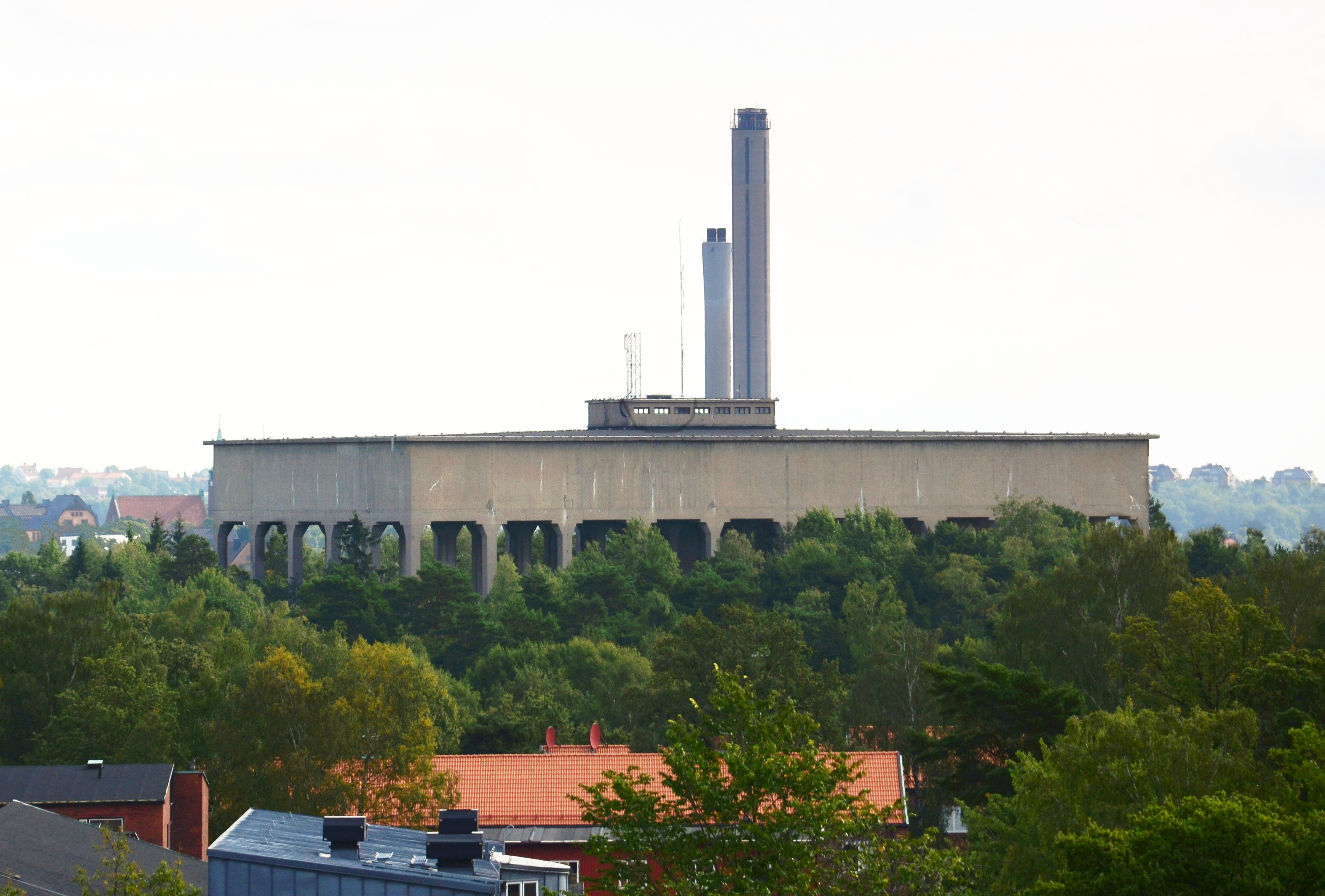
Uggleviksreservoaren i Lill-Jansskogen, Stockholm. Skorstenarna i bakgrunden tillhör Värtaverket i Hjorthagen.

Byggnaden ritades 1935 i funktionalistisk stil av arkitekten Paul Hedqvist. Det är en enorm betongbyggnad som ligger på Kattrumpsbackens topp med känsligt läge i stadsbilden. Hedqvist löste problemet med att ge byggnaden en utbredd horisontalitet. Uggleviksreservoarens vattenbehållare bärs upp av 64 stycken 12 meter höga betongpelare. I mitten av byggnaden finns ett kvadratiskt, lanterninkrönt trapphustorn som leder upp till den oisolerade vattenbehållaren. Bassängen är 79 meter lång, 40 meter bred och 6 meter djup, på mitten finns en skiljevägg. 
Det nya med Uggleviksreservoaren var att den inte värmeisolerades. Beräkningar hade visat att vid −25 graders yttertemperatur under några dagar skulle vattentemperaturen inne i bassängen bara sänkas med några tiondels grader. Den stora volymen på 18 000 m3 skulle själv utgöra ett stort värmemagasin. Att beräkningarna höll visade sig under de kalla vintrarna i början av 1940-talet. Det blev visserligen ett istäcke på bassängens vattenyta men det var inte oroväckande tjockt och bröts sönder av de ständiga vattenståndsändringarna. Anläggningen är i bruk än idag och är en av Stockholm Vattens större reservoarer. 
Uggleviksreservoaren är ett av de mest framstående landmärkena i nordöstra Stockholm och är synlig från högt belägna platser flera kilometer bort. Den klassiska monumentliknande utformningen förstärks ytterligare av sin upphöjda placering i en skog avsides från andra byggnader.
Uggleviksreservoaren är även ett konstruktions- och byggexempel för avancerad betonggjutningsteknik innan användandet av glidformsgjutning.

## Övrigt
En av scenerna i filmen Det tysta skriket är inspelad vid Uggleviksreservoaren. Det är scen där sorts porrfotograf försöker lura en minderårig att klä av sig framför kameran.

## Bilder

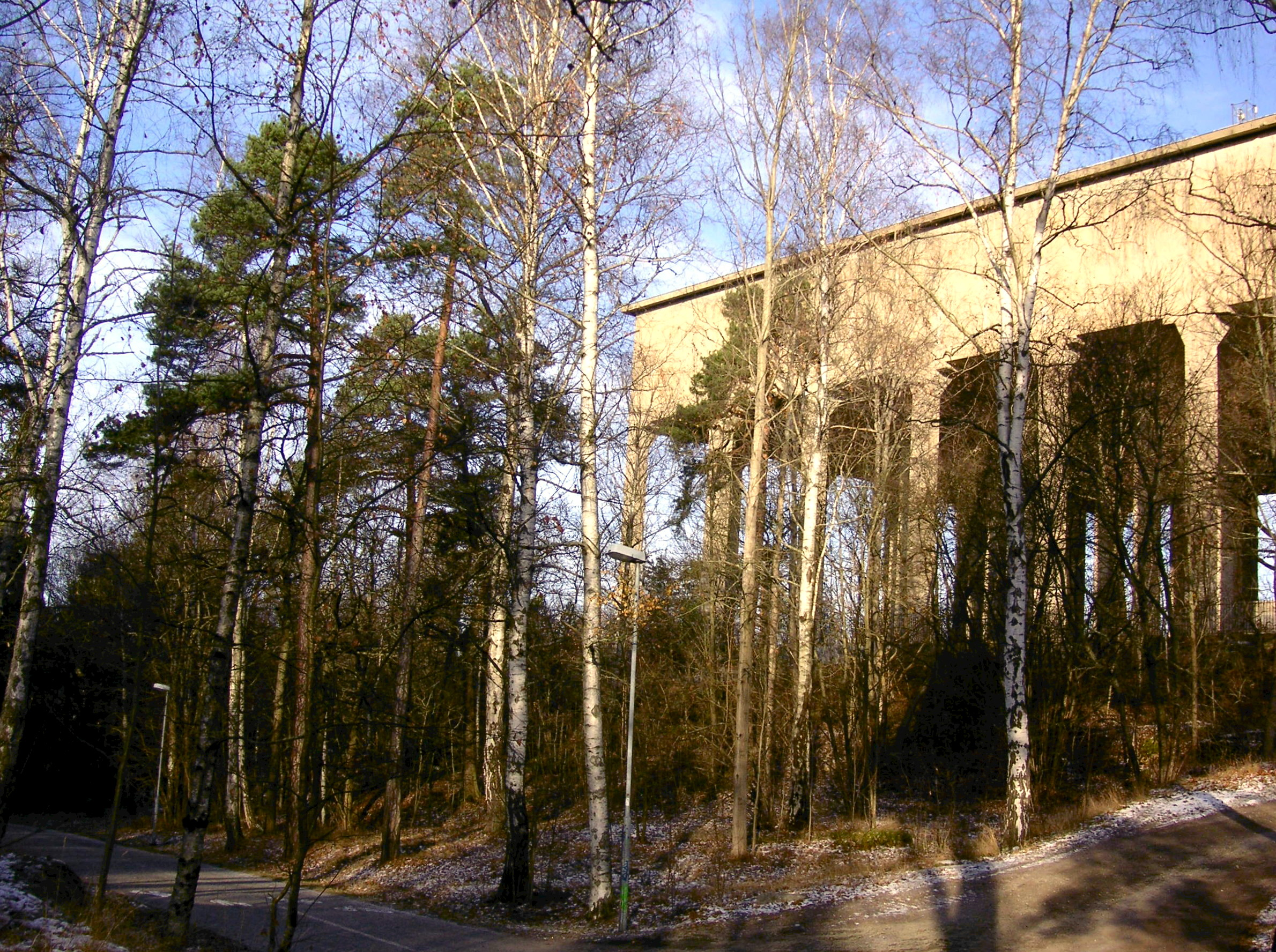
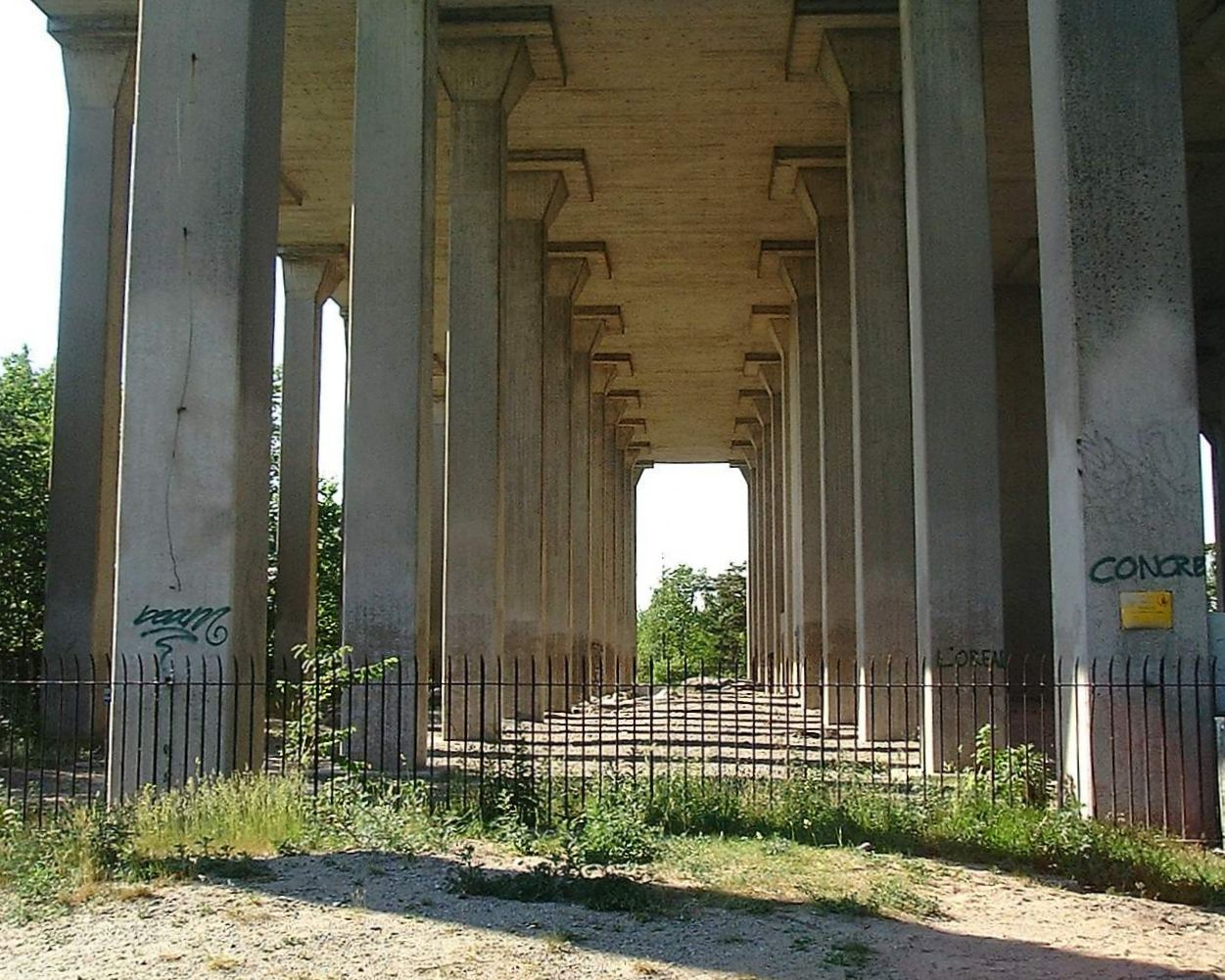
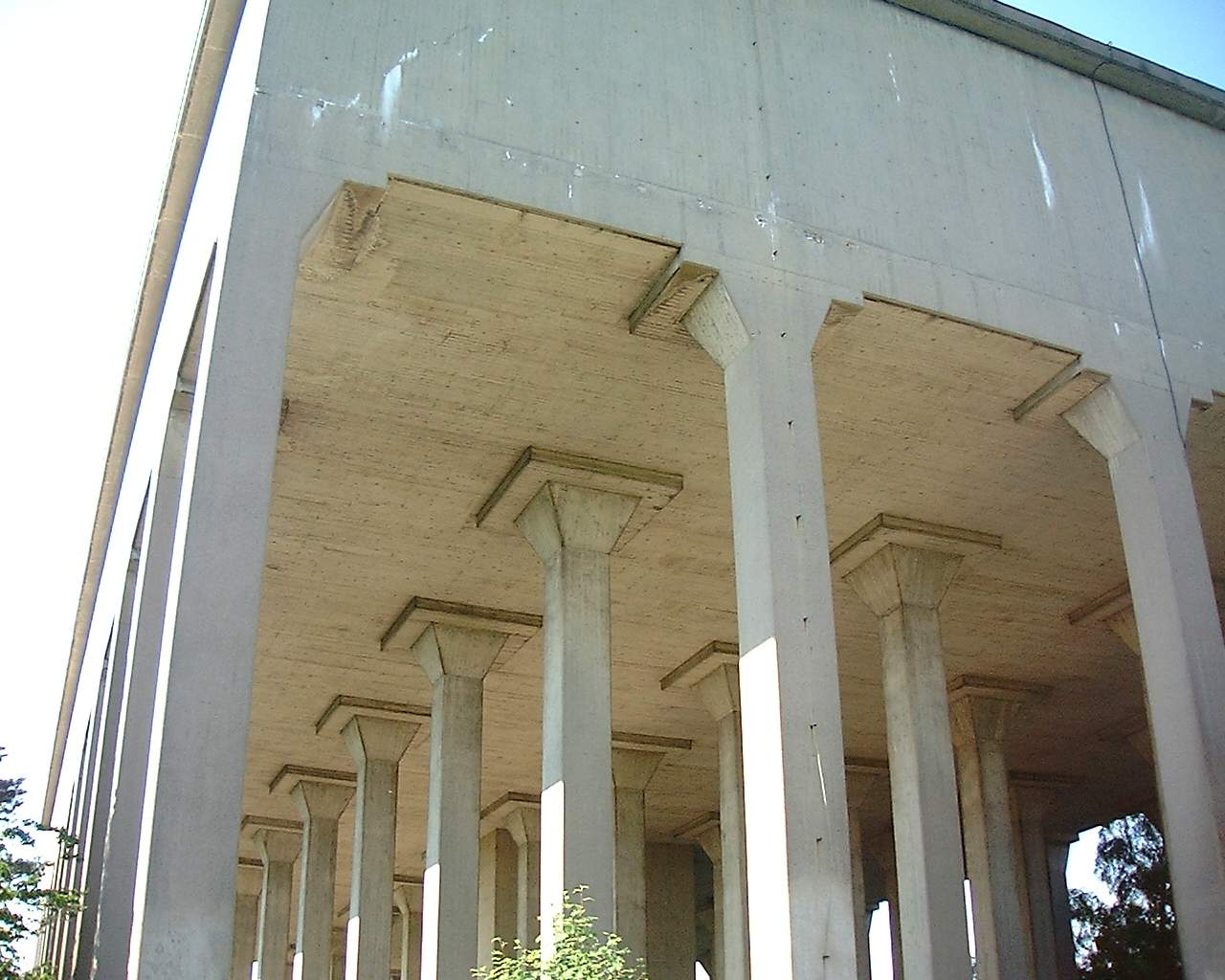
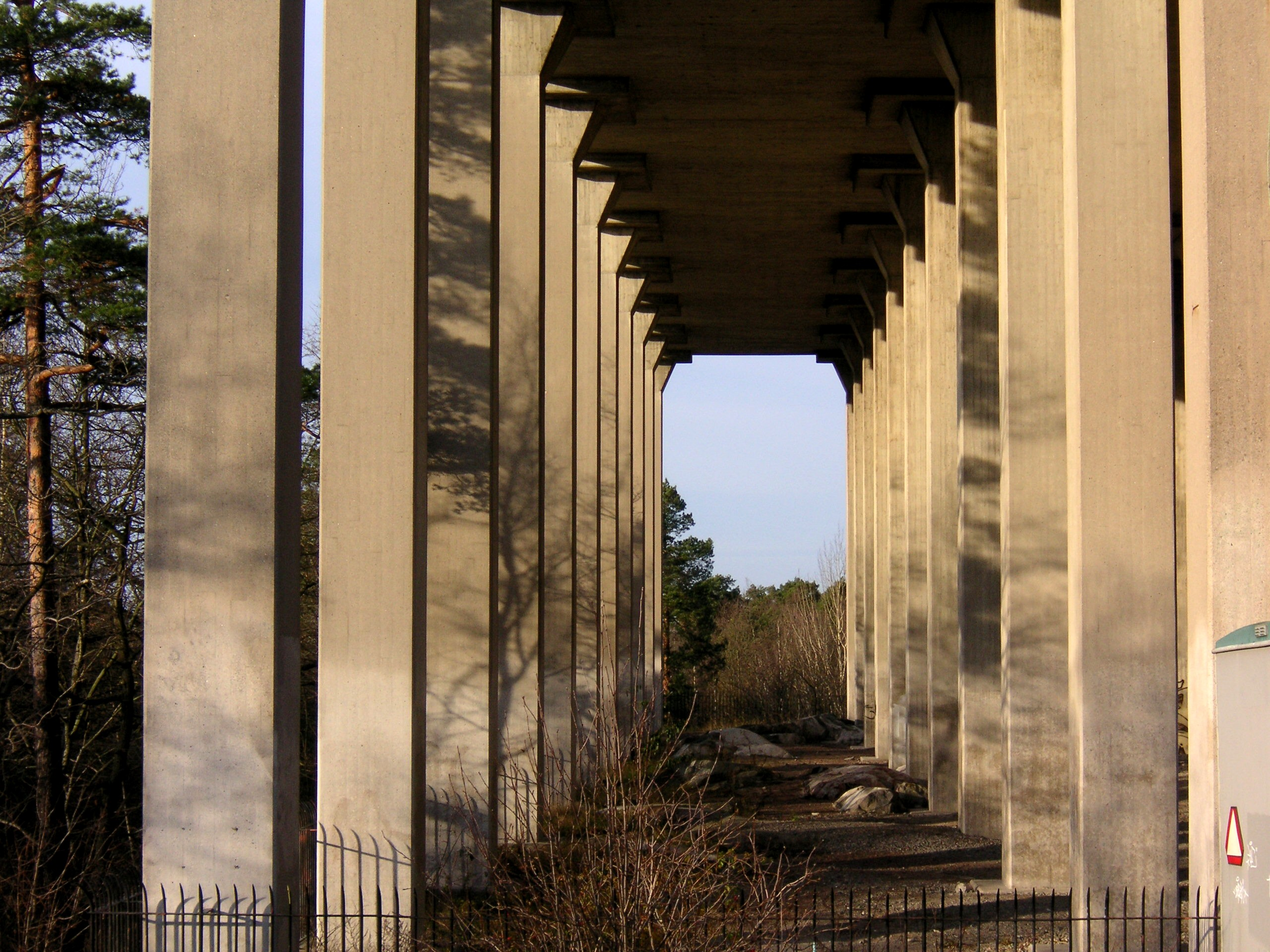